# Helsingin kaupungin liikennelaitos

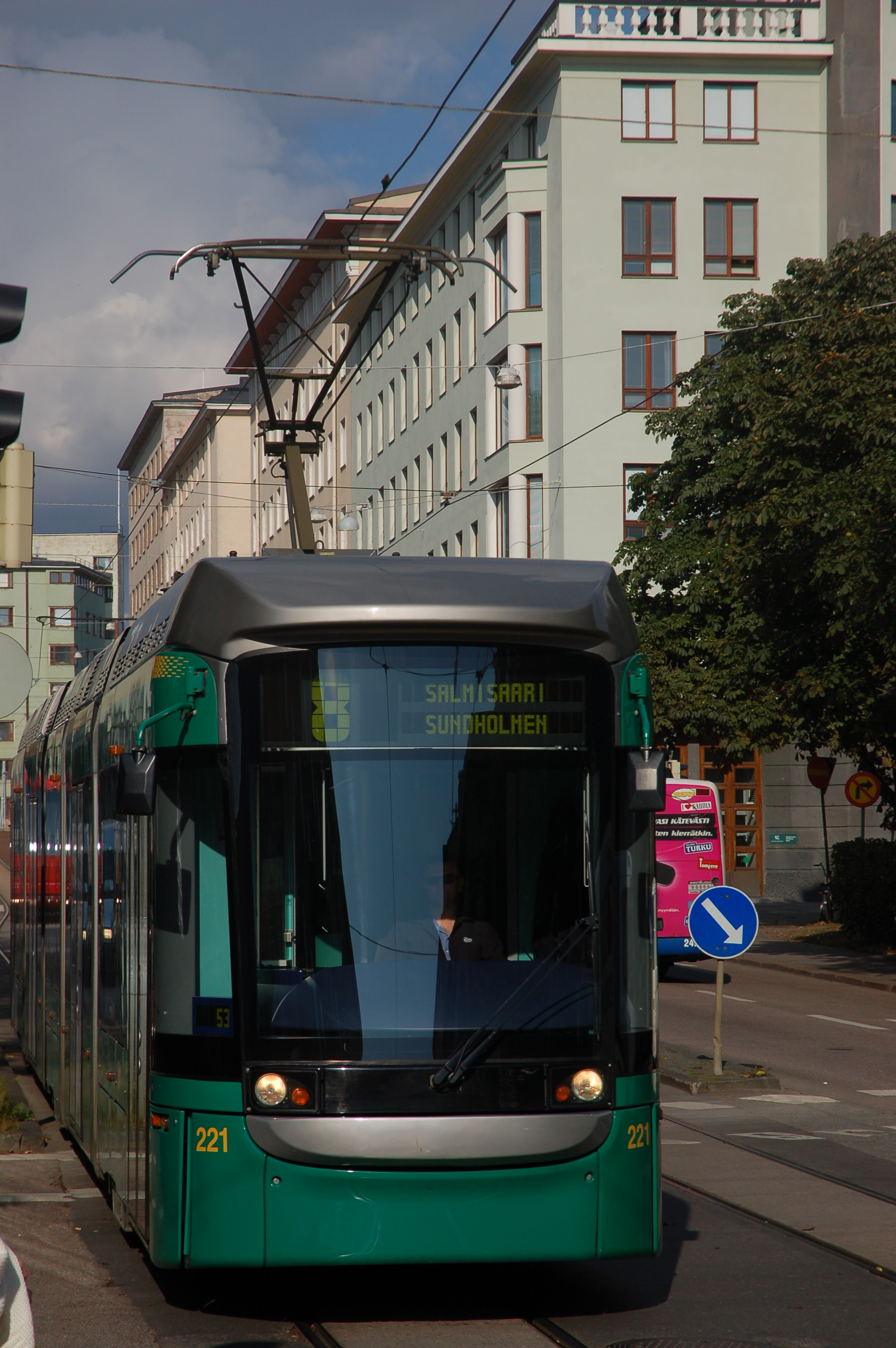
Tramwaj HKL na ulicach Helsinek

Miejskie Przedsiębiorstwo Komunikacyjne w Helsinkach (fiń. Helsingin kaupungin liikennelaitos HKL, szw. Helsingfors stads trafikverk HST) – przedsiębiorstwo będące własnością miasta Helsinki, operujące metrem, tramwajami oraz miejskim promem pasażerskim. Od 2005 komunikacja autobusowa została przejęta a od 2010 znajduje się w gestii spółki Helsingin seudun liikenne. HKL istnieje od roku 1945.

## Firma
HKL zatrudnia 1000 osób: kierowców, kontrolerów i administrację. W 2010 obrót roczny spółki wyniósł 140 mln euro.

## Przewozy
W roku 2007 struktura przewozów MPK układała się następująco:
| środek transportu    | mln osób | osobokilometry |
| -------------------- | -------- | -------------- |
| autobus              | 79.2     | 376.2 mln      |
| tramwaj              | 52.7     | 109,7 mln      |
| metro                | 56.2     | 410 mln        |
| autobusy podmiejskie | 10.1     |                |
| kolej miejska        | 20.2     |                |
| prom do Suomenlinna  | 1,5      | 4 mln          |
| razem                | 219.9    | 900.4 mln      |